# Coupe de France de football 2008-2009
 (juillet 2018).
Navigation
Coupe de France 2007-2008 Coupe de France 2009-2010
La Coupe de France de football 2008-2009 est la 92e édition de la Coupe de France. Elle est organisée durant la saison 2008-2009 par la FFF et ses ligues régionales, et se déroule sur toute la saison, d'août à mai. La compétition à élimination directe met aux prises 5 987 clubs amateurs et professionnels à travers la France.
La 91e finale qui s'est déroulée au Stade de France le samedi 9 mai 2009, oppose pour la première fois deux clubs bretons, l'En Avant Guingamp et le Stade rennais, et voit la victoire de l'En Avant Guingamp sur le score de 2 buts à 1.
L'Olympique lyonnais, tenant du titre et auteur l'année passée du premier doublé de son histoire, est éliminé par le LOSC Lille au stade des huitièmes de finale.

## Déroulement de la compétition
Le système est le même que celui utilisé les années précédentes.

## Calendrier
Les tours régionaux sont organisés par les ligues régionales qui, selon le nombre de places qui leur sont attribuées au septième tour, peuvent organiser un tour préliminaire. Elles gèrent l'arrivée des équipes de quatrième et cinquième niveaux, aux premiers et deuxième tour.
| Tour                            | Nom                                  | Dates retenues           | Équipes participantes | Équipes gagnantes |
| 0                               | Tour préliminaire (éventuel)         | selon les ligues         | 374                   | 187               |
| 1                               | Premier tour                         | selon les ligues         | 3810                  | 1905              |
| 2                               | Deuxième tour                        | selon les ligues         | 3062                  | 1531              |
| Entrée des 95 clubs de CFA 2    |                                      |                          |                       |                   |
| 3                               | Troisième tour                       | dim. 21 septembre        | 2232                  | 1116              |
| Entrée des 54 clubs de CFA      |                                      |                          |                       |                   |
| 4                               | Quatrième tour                       | dim. 5 octobre           | 1184                  | 592               |
| Entrée des 20 clubs de National |                                      |                          |                       |                   |
| 5                               | Cinquième tour                       | dim. 19 octobre          | 616                   | 308               |
| 6                               | Sixième tour                         | dim. 2 novembre          | 306                   | 153               |
| Entrée des 20 clubs de Ligue 2  |                                      |                          |                       |                   |
| 7                               | Septième tour                        | sam.-dim. 22-23 novembre | 176                   | 88                |
| 8                               | Huitième tour                        | sam.-dim. 13-14 décembre | 88                    | 44                |
| Entrée des 20 clubs de Ligue 1  |                                      |                          |                       |                   |
| 9                               | Trente-deuxièmes de finale           | sam.-dim. 3-4 janvier    | 64                    | 32                |
| 10                              | Seizièmes de finale                  | sam.-dim. 24-25 janvier  | 32                    | 16                |
| 11                              | Huitièmes de finale                  | mar.-mer. 3-4 mars       | 16                    | 8                 |
| 12                              | Quarts de finale                     | mar.-mer. 17-18 mars     | 8                     | 4                 |
| 13                              | Demi-finales                         | mar.-mer. 21-22 avril    | 4                     | 2                 |
| 14                              | Finale Stade de France (Saint-Denis) | samedi 9 mai             | 2                     | 1                 |

## Phase préliminaire

### 7eTour
|  | Vitré (CFA) | 2 - 1 | Libourne/Saint-Seurin (Nat) |  |  |
|  |             |       |                             |  |  |

|  | Créteil-Lusitanos (Nat) | 2 - 1 | Metz (L2) |  |  |
|  |                         |       |           |  |  |

|  | SR Colmar         | 1 - 1 | Tefana |  |  |
|  |                   |       |        |  |  |
|  | Tirs au but 2 - 4 |       |        |  |  |

|  | CS Avion (CFA) | 6 - 0 | Fresnoy-le-Grand |  |  |
|  |                |       |                  |  |  |

|  | Strasbourg (L2) | 6 - 0 | Sannois-Saint-Gratien (Nat) |  |  |
|  |                 |       |                             |  |  |

|  | Yzeure AS | 5 - 1 | Vichy |  |  |
|  |           |       |       |  |  |

|  | Saint Priest      | 4 - 4 | Troyes (L2) |  |  |
|  |                   |       |             |  |  |
|  | Tirs au but 3 - 4 |       |             |  |  |

|  | Blagnac (CFA2) | 4 - 1 | Saint-Alban |  |  |
|  |                |       |             |  |  |

|  | Feignies | 3 - 2 | Evolucas de Petit-Bourg |  |  |
|  |          |       |                         |  |  |

|  | Ajaccio GFCO | 3 - 1 | Chenove |  |  |
|  |              |       |         |  |  |

|  | Vannes OC (L2) | 3 - 1 | Cherbourg (Nat) |  |  |
|  |                |       |                 |  |  |

|  | Eclaron | 2 - 1 | Dieue-Sommedieue |  |  |
|  |         |       |                  |  |  |

|  | Le Poiré-sur-Vie | 2 - 4 | Tours FC (L2) |  |  |
|  |                  |       |               |  |  |

|  | Châteauroux (L2) | 2 - 1 | Saumur |  |  |
|  |                  |       |        |  |  |

|  | Bagnols-Pont-Saint-Esprit (DH) | 2 - 2 | AC Ajaccio (L2) |  |  |
|  |                                |       |                 |  |  |
|  | Tirs au but 5 - 6              |       |                 |  |  |

|  | Viry-Châtillon | 2 - 1 | Saint-Lô |  |  |
|  |                |       |          |  |  |

|  | Concarneau | 2 - 0 | AG Plouvorn |  |  |
|  |            |       |             |  |  |

|  | Amnéville (CFA2) | 2 - 0 | Saint-Dizier |  |  |
|  |                  |       |              |  |  |

|  | ASF Andrézieux (CFA) | 2 - 0 | Lyon-la-Duchère |  |  |
|  |                      |       |                 |  |  |

|  | Rodez (Nat) | 1 - 0 | Balma (CFA) |  |  |
|  |             |       |             |  |  |

|  | Villefranche sur Saône | 1 - 1 | La Clermontaise |  |  |
|  |                        |       |                 |  |  |
|  | Tirs au but 5 - 4      |       |                 |  |  |

|  | Le Touquet | 1 - 2 | Arménienne Aso |  |  |
|  |            |       |                |  |  |

|  | Evian TGFC (Nat) | 1 - 0 | Montceau-les-Mines |  |  |
|  |                  |       |                    |  |  |

|  | Mondeville | 1 - 2 | Alençon (CFA2) |  |  |
|  |            |       |                |  |  |

|  | Sainte-Geneviève-des-Bois (CFA) | 1 - 0 | Les Ulis |  |  |
|  |                                 |       |          |  |  |

|  | Saint Omer | 1 - 0 | Amiens (L2) |  |  |
|  |            |       |             |  |  |

|  | Ezanville | 1 - 0 | Marck |  |  |
|  |           |       |       |  |  |

|  | ASD Ornans | 1 - 1 | Pont-de-Roide-Vermondan |  |  |
|  |            |       |                         |  |  |

|  | Sedan (L2) | 1 - 0 | Noisy-le-Sec |  |  |
|  |            |       |              |  |  |

|  | Poitiers | 1 - 0 | Thouaré-Sur-Loire |  |  |
|  |          |       |                   |  |  |

|  | Les Herbiers | 1 - 2 | Niort (Nat) |  |  |
|  |              |       |             |  |  |

|  | Grande-Synthe | 1 - 0 | Saint-Ouen |  |  |
|  |               |       |            |  |  |

|  | Villeneuve-Saint-Germain | 1 - 9 | Reims (L2) |  |  |
|  |                          |       |            |  |  |

|  | Saint-Flour | 1 - 3 | Montpellier (L2) |  |  |
|  |             |       |                  |  |  |

|  | Quimper Cornouaille | 1 - 1 | Saint-Malo |  |  |
|  |                     |       |            |  |  |
|  | Tirs au but 4 - 2   |       |            |  |  |

|  | Luzenac | 1 - 2 | Bastia (L2) |  |  |
|  |         |       |             |  |  |

|  | RC Lesnevien | 1 - 2 | Plabennec |  |  |
|  |              |       |           |  |  |

|  | Raon-l'Étape | 1 - 0 | Saint-Dié |  |  |
|  |              |       |           |  |  |

|  | Bourg-Péronnas (CFA2) | 1 - 1 | Corte |  |  |
|  |                       |       |       |  |  |
|  | Tirs au but 4 - 3     |       |       |  |  |

|  | Vauban Strasbourg | 1 - 4 | Besançon (CFA) |  |  |
|  |                   |       |                |  |  |

|  | FC La Suze | 0 - 2 | UJA Alfortville |  |  |
|  |            |       |                 |  |  |

|  | Pont-de-Chéruy | 0 - 1 | Selongey |  |  |
|  |                |       |          |  |  |

|  | ES Pennoise | 0 - 2 | Louhans-Cuiseaux (Nat) |  |  |
|  |             |       |                        |  |  |

|  | Albertville       | 0 - 0 | Thiers |  |  |
|  |                   |       |        |  |  |
|  | Tirs au but 1 - 3 |       |        |  |  |

|  | CSC Cayenne | 0 - 1 | Martigues |  |  |
|  |             |       |           |  |  |

|  | Orléans | 0 - 1 | Montluçon |  |  |
|  |         |       |           |  |  |

|  | FC Saint Louis Neuweg | 0 - 1 | SS Jeanne D'Arc |  |  |
|  |                       |       |                 |  |  |

|  | Biache (PH) | 0 - 2 | Calais (Nat) |  |  |
|  |             |       |              |  |  |

|  | Evreux | 0 - 2 | Boulogne-sur-Mer (L2) |  |  |
|  |        |       |                       |  |  |

|  | Lannion FC         | 0 - 0 | Brest (L2) |  |  |
|  |                    |       |            |  |  |
|  | Tirs au but 9 - 10 |       |            |  |  |

|  | Carquefou JA      | 0 - 0 | Luçon |  |  |
|  |                   |       |       |  |  |
|  | Tirs au but 3 - 4 |       |       |  |  |

|  | Anglet Genets (CFA) | 0 - 1 | Bayonne (Nat) |  |  |
|  |                     |       |               |  |  |

|  | Amiens AC (CFA2) | 0 - 1 | Pacy Vallée-d'Eure (Nat) |  |  |
|  |                  |       |                          |  |  |

|  | Sarreguemines | 0 - 3 | Paris FC (Nat) |  |  |
|  |               |       |                |  |  |

|  | Lons Le Saunier | 0 - 3 | SAS Épinal |  |  |
|  |                 |       |            |  |  |

|  | Rivière Pilote | 0 - 4 | Fontenay-le-Comte |  |  |
|  |                |       |                   |  |  |

|  | Haguenau | 0 - 1 | Dijon FC (L2) |  |  |
|  |          |       |               |  |  |

|  | Dinard | 0 - 5 | Guingamp (L2) |  |  |
|  |        |       |               |  |  |

|  | La Tour-Saint-Clair | 7 - 1 | Montréal la Cluse |  |  |
|  |                     |       |                   |  |  |

|  | Creutzwald SR | 5 - 1 | Foyer Barsequanais |  |  |
|  |               |       |                    |  |  |

|  | Stade Héninois | 4 - 0 | Roubaix Hommelet |  |  |
|  |                |       |                  |  |  |

|  | AS Orly | 4 - 1 | Saint-Pryvé - Saint-Hilaire |  |  |
|  |         |       |                             |  |  |

|  | Port-La-Nouvelle | 3 - 1 | Cognac UA |  |  |
|  |                  |       |           |  |  |

|  | La Vitréenne | 3 - 0 | Rennes TA |  |  |
|  |              |       |           |  |  |

|  | Ligny En Barrois | 3 - 0 | Fameck |  |  |
|  |                  |       |        |  |  |

|  | Toulon | 3 - 0 | Saint-Maurice-L'Exil |  |  |
|  |        |       |                      |  |  |

|  | La Gacilly | 3 - 4 | Saint Brieuc |  |  |
|  |            |       |              |  |  |

|  | Chauny | 2 - 0 | Charleville-Mézières |  |  |
|  |        |       |                      |  |  |

|  | Arnage-Pontlieue (DH) | 2 - 7 | Angers SCO (L2) |  |  |
|  |                       |       |                 |  |  |

|  | Châtellerault | 2 - 0 | La Chapelle des Marais |  |  |
|  |               |       |                        |  |  |

|  | Mont-Doré | 2 - 4 | Dunkerque (CFA) |  |  |
|  |           |       |                 |  |  |

|  | Évry Essonne | 2 - 1 | Wasquehal |  |  |
|  |              |       |           |  |  |

|  | Mars Bischheim | 2 - 4 | Schirrhein |  |  |
|  |                |       |            |  |  |

|  | FCO Firminy | 1 - 2 | Nîmes (L2) |  |  |
|  |             |       |            |  |  |

|  | Villenave d'Ornon | 1 - 2 | Rilhac Rancon |  |  |
|  |                   |       |               |  |  |

|  | Strasbourg Neuhof | 1 - 0 | Bischheim Soleil (DH) |  |  |
|  |                   |       |                       |  |  |

|  | Larmor Goelands | 1 - 0 | GSI Pontivy |  |  |
|  |                 |       |             |  |  |

|  | Romorantin | 1 - 0 | Sablé FC |  |  |
|  |            |       |          |  |  |

|  | Foudre 2000 | 1 - 3 | AS Cannes (Nat) |  |  |
|  |             |       |                 |  |  |

|  | Luneray           | 0 - 0 | AS Beauvais (Nat) |  |  |
|  |                   |       |                   |  |  |
|  | Tirs au but 1 - 3 |       |                   |  |  |

|  | Cruseilles | 0 - 4 | Clermont Foot (L2) |  |  |
|  |            |       |                    |  |  |

|  | AS Creil | 0 - 6 | Quevilly |  |  |
|  |          |       |          |  |  |

|  | Amilly (DHR) | 0 - 2 | Changé |  |  |
|  |              |       |        |  |  |

|  | Chantilly | 0 - 1 | Lesquin |  |  |
|  |           |       |         |  |  |

|  | US Ribécourt | 0 - 3 | Marquette US |  |  |
|  |              |       |              |  |  |

|  | Arras Football (CFA2) | 0 - 0 | Lens (L2) |  |  |
|  |                       |       |           |  |  |
|  | Tirs au but 4 - 2     |       |           |  |  |

|  | Bassin D'Arcachon (CFA2) | 0 - 0 | Aurillac (CFA) |  |  |
|  |                          |       |                |  |  |
|  | Tirs au but 3 - 2        |       |                |  |  |

|  | Villeneuve Ajat | 0 - 2 | Uzès-Pont-du-Gard |  |  |
|  |                 |       |                   |  |  |

### 8eTour
|  | Troyes (L2) | 3 - 1 | AS Beauvais (Nat) |  |  |
|  |             |       |                   |  |  |

|  | Dunkerque (CFA) | 2 - 1 | Reims (L2) |  |  |
|  |                 |       |            |  |  |

|  | Strasbourg (L2) | 2 - 4 | Sedan (L2) |  |  |
|  |                 |       |            |  |  |

|  | Romorantin        | 1 - 1 | Angers SCO (L2) |  |  |
|  |                   |       |                 |  |  |
|  | Tirs au but 9 - 8 |       |                 |  |  |

|  | Dijon FC (L2) | 6 - 3 | ap. Selongey |  |  |
|  |               |       |              |  |  |

|  | Boulogne-sur-Mer (L2) | 4 - 0 | Lesquin |  |  |
|  |                       |       |         |  |  |

|  | Châteauroux (L2) | 4 - 0 | Chauny |  |  |
|  |                  |       |        |  |  |

|  | Besançon (CFA) | 3 - 1 | Amnéville (CFA2) |  |  |
|  |                |       |                  |  |  |

|  | Rodez (Nat) | 3 - 0 | Bassin D'Arcachon (CFA2) |  |  |
|  |             |       |                          |  |  |

|  | Evian TGFC (Nat) | 3 - 1 | ap. Martigues |  |  |
|  |                  |       |               |  |  |

|  | Changé | 2 - 4 | Brest (L2) |  |  |
|  |        |       |            |  |  |

|  | Yzeure AS | 2 - 0 | Thiers |  |  |
|  |           |       |        |  |  |

|  | AC Ajaccio (L2) | 2 - 1 | Fontenay-le-Comte |  |  |
|  |                 |       |                   |  |  |

|  | Calais (Nat) | 2 - 1 | Quevilly |  |  |
|  |              |       |          |  |  |

|  | Villefranche sur Saône | 2 - 1 | Uzès-Pont-du-Gard |  |  |
|  |                        |       |                   |  |  |

|  | Guingamp (L2)     | 1 - 1 | La Vitréenne |  |  |
|  |                   |       |              |  |  |
|  | Tirs au but 4 - 1 |       |              |  |  |

|  | Montluçon | 1 - 0 | Luçon |  |  |
|  |           |       |       |  |  |

|  | Blagnac (CFA2) | 1 - 0 | Rilhac Rancon |  |  |
|  |                |       |               |  |  |

|  | CS Avion (CFA)    | 1 - 1 | Saint Omer |  |  |
|  |                   |       |            |  |  |
|  | Tirs au but 4 - 5 |       |            |  |  |

|  | Viry-Châtillon | 1 - 2 | Créteil-Lusitanos (Nat) |  |  |
|  |                |       |                         |  |  |

|  | Clermont Foot (L2) | 1 - 0 | Bastia (L2) |  |  |
|  |                    |       |             |  |  |

|  | Grande-Synthe | 1 - 0 | Marquette US |  |  |
|  |               |       |              |  |  |

|  | Eclaron | 1 - 0 | Châtellerault |  |  |
|  |         |       |               |  |  |

|  | Tefana | 0 - 2 | ap. Arras Football (CFA2) |  |  |
|  |        |       |                           |  |  |

|  | Strasbourg Neuhof | 0 - 1 | Louhans-Cuiseaux (Nat) |  |  |
|  |                   |       |                        |  |  |

|  | Nîmes (L2) | 0 - 1 | Bayonne (Nat) |  |  |
|  |            |       |               |  |  |

|  | Saint Brieuc | 0 - 1 | ap. Concarneau |  |  |
|  |              |       |                |  |  |

|  | Pacy Vallée-d'Eure (Nat) | 0 - 1 | Tours FC (L2) |  |  |
|  |                          |       |               |  |  |

|  | Stade Héninois    | 0 - 0 | UJA Alfortville |  |  |
|  |                   |       |                 |  |  |
|  | Tirs au but 2 - 4 |       |                 |  |  |

|  | Larmor Goelands | 0 - 5 | Vitré (CFA) |  |  |
|  |                 |       |             |  |  |

|  | Quimper Cornouaille | 0 - 0 | Niort (Nat) |  |  |
|  |                     |       |             |  |  |
|  | Tirs au but 1 - 4   |       |             |  |  |

|  | Arménienne Aso | 0 - 5 | Vannes OC (L2) |  |  |
|  |                |       |                |  |  |

|  | AS Orly | 5 - 3 | Plabennec |  |  |
|  |         |       |           |  |  |

|  | SS Jeanne D'Arc | 3 - 2 | Feignies |  |  |
|  |                 |       |          |  |  |

|  | Pont-de-Roide-Vermondan | 2 - 1 | La Tour-Saint-Clair |  |  |
|  |                         |       |                     |  |  |

|  | Évry Essonne | 2 - 1 | Paris FC (Nat) |  |  |
|  |              |       |                |  |  |

|  | Ligny En Barrois  | 1 - 1 | Raon-l'Étape |  |  |
|  |                   |       |              |  |  |
|  | Tirs au but 1 - 4 |       |              |  |  |

|  | Creutzwald SR | 1 - 2 | Schirrhein |  |  |
|  |               |       |            |  |  |

|  | Montpellier (L2)  | 0 - 0 | AS Cannes (Nat) |  |  |
|  |                   |       |                 |  |  |
|  | Tirs au but 4 - 2 |       |                 |  |  |

|  | Port-La-Nouvelle  | 0 - 0 | Toulon |  |  |
|  |                   |       |        |  |  |
|  | Tirs au but 4 - 2 |       |        |  |  |

|  | Sainte-Geneviève-des-Bois (CFA) | 4 - 1 | ap. SAS Épinal |  |  |
|  |                                 |       |                |  |  |

|  | Bourg-Péronnas (CFA2) | 2 - 2 | Ajaccio GFCO |  |  |
|  |                       |       |              |  |  |
|  | Tirs au but 4 - 5     |       |              |  |  |

|  | Ezanville | 1 - 3 | Alençon (CFA2) |  |  |
|  |           |       |                |  |  |

|  | ASF Andrézieux (CFA) | 1 - 0 | Poitiers |  |  |
|  |                      |       |          |  |  |

## Phase finale

### Trente-deuxièmes de finale
Le « petit poucet » de la compétition finale est le FCE Schirrhein qui évolue au septième échelon et accueillera le club de Ligue 2, Clermont Foot.
La SS Jeanne d'Arc, club de La Réunion, entre dans l'histoire de cette compétition en atteignant pour la première fois les trente-deuxièmes de finale. Le club affronte en métropole le Tours FC, un club de Ligue 2, et perd lourdement sur le score de 7-1.
Parmi les clubs de Ligue 1, l'AS Nancy-Lorraine, l'AJ Auxerre, le FC Sochaux-Montbéliard, les Girondins de Bordeaux, le Valenciennes FC et le FC Nantes furent éliminés. La grosse surprise est venue de Romorantin (CFA) qui a sorti l'AS Nancy-Lorraine aux tirs au but. Et du FCE Schirrhein (7e division), qui a sorti le Clermont Foot Auvergne (Ligue 2).
Le tirage au sort des 32e de finale a eu lieu à Metz, dans l'amphithéâtre du Conseil régional de Lorraine, le lundi 15 décembre 2008. Les rencontres auront lieu les samedi et dimanche 3 et 4 janvier 2009. Une rencontre est jouée le vendredi 2.
Pour le tirage, la FFF a disposé les 64 équipes en quatre groupes de seize, équilibrés entre eux. Les tirages se font à l'intérieur de ces groupes. Il n'y a pas de système de tête de série et le tirage repose intégralement sur le sort.
Abréviations utilisées : L1 pour Ligue 1 ; L2 pour Ligue 2 ; Nat. pour National ; CFA pour Championnat de France Amateurs ; DH pour Division d'Honneur. Le niveau dans le football français de la division de provenance du club est indiqué entre parenthèses.
| Club (division)                          | Score    | Club (division)                    | T.a.b | Lieu de la rencontre                         | Date et heure       |
| ---------------------------------------- | -------- | ---------------------------------- | ----- | -------------------------------------------- | ------------------- |
| Sainte-Geneviève Sports (CFA (Div 4))    | 0-3      | Lille OSC (Ligue 1)                |       | Parc des sports Sainte-Geneviève-des-Bois    | 2 janvier, 20 h 45  |
| SS Jeanne d'Arc (La Réunion)             | 1-7      | Tours FC (Ligue 2)                 |       | Stade de la Vallée du Cher Tours             | 3 janvier, 14 h 30  |
| Yzeure AS (CFA (Div 4))                  | 0-0      | Le Mans UC (Ligue 1)               | 4-5   | Stade de Bellevue Yzeure                     | 3 janvier, 14 h 30  |
| UJA Alfortville (CFA (Div 4))            | 0-2      | Le Havre AC (Ligue 1)              |       | Stade Dominique-Duvauchelle Créteil          | 3 janvier, 15 h 00  |
| FCE Schirrhein (Excellence A (Div 7))    | 4-2      | Clermont Foot Auvergne (Ligue 2)   |       | Parc des sports Haguenau                     | 3 janvier, 15 h 30  |
| ASF Andrézieux (CFA (Div 4))             | 0-2      | CS Sedan Ardennes (Ligue 2)        |       | Stade Roger Baudras Andrézieux-Bouthéon      | 3 janvier, 17 h 00  |
| Raon l'Etape (CFA (Div 4))               | 0-0      | Grenoble Foot 38 (Ligue 1)         | 3-4   | Stade Paul Gasser Raon-l'Étape               | 3 janvier, 17 h 00  |
| Étoile sportive Nouvelloise (DH (Div 6)) | 0-3      | Rodez (National (Div 3))           |       | Parc des sports de l'Amitié Narbonne         | 3 janvier, 18 h 00  |
| Vannes OC (Ligue 2)                      | 1-0      | LB Châteauroux (Ligue 2)           |       | Stade de la Rabine Vannes                    | 3 janvier, 18 h 00  |
| Aviron Bayonnais (National (Div 3))      | 0-2      | AS Vitré (CFA (Div 4))             |       | Stade Didier Deschamps Bayonne               | 3 janvier, 18 h 00  |
| Montpellier HSC (Ligue 2)                | 0-1      | USL Dunkerque (CFA (Div 4))        |       | Stade de la Mosson Montpellier               | 3 janvier, 18 h 00  |
| US Saint-Omer (DH (Div 6))               | 1-3      | En Avant de Guingamp (Ligue 2)     |       | Stade Gaston Bonnet Saint-Omer               | 3 janvier, 18 h 00  |
| US Alençonnaise (CFA 2 (Div 5))          | 2-2      | FC Lorient (Ligue 1)               | 2-3   | Stade Jacques Fould Alençon                  | 3 janvier, 18 h 00  |
| Club Sportif Louhans-Cuiseaux (National) | 0-1 a.p. | Troyes (Ligue 2)                   |       | Parc des sports du Bram Louhans              | 3 janvier, 18 h 00  |
| Olympique Grande Synthe (DH (Div 6))     | 1-1      | Calais (National (Div 3))          | 4-2   | Stade Tribut Dunkerque                       | 3 janvier, 18 h 00  |
| Stade brestois (Ligue 2)                 | 2-2      | Croix-de-Savoie (National (Div 3)) | 5-4   | Stade Francis-Le Blé Brest                   | 3 janvier, 19 h 00  |
| Niort (National (Div 3))                 | 1-2 a.p. | US Boulogne (Ligue 2)              |       | Stade René Gaillard Niort                    | 3 janvier, 19 h 00  |
| Romorantin SO (CFA (Div 4))              | 0-0      | AS Nancy-Lorraine (Ligue 1)        | 4-2   | Stade Jules-Ladoumègue Romorantin-Lanthenay  | 3 janvier, 21 h 00  |
| Toulouse FC (Ligue 1)                    | 0-0      | Valenciennes FC (Ligue 1)          | 5-4   | Stadium Toulouse                             | 3 janvier, 21 h 00  |
| FC Sochaux-Montbéliard (Ligue 1)         | 0-1      | Stade rennais (Ligue 1)            |       | Stade Auguste Bonal Montbéliard              | 3 janvier, 21 h 00  |
| AC Ajaccio (Ligue 2)                     | 1-1      | AJ Auxerre (Ligue 1)               | 3-1   | Stade François Coty Ajaccio                  | 3 janvier, 21 h 00  |
| Arras FA (CFA 2 (Div 5))                 | 1-3 a.p. | OGC Nice (Ligue 1)                 |       | Stade François Blin Avion                    | 3 janvier, 21 h 00  |
| Girondins de Bordeaux (Ligue 1)          | 0-1      | AS Saint-Étienne (Ligue 1)         |       | Stade Jacques-Chaban-Delmas Bordeaux         | 3 janvier, 21 h 00  |
| FC Nantes (Ligue 1)                      | 2-2      | Stade Malherbe de Caen (Ligue 1)   | 3-5   | Stade de la Beaujoire Nantes                 | 3 janvier, 21 h 00  |
| AS Évry (DH (Div 6))                     | 0-5      | Créteil (National (Div 3))         |       | Stade Desroys du Roure Évry                  | 4 janvier, 14 h 30  |
| Villefranche FC (CFA (Div 4))            | 2-1      | AS Orly (DH (Div 6))               |       | Stade Armand Chouffet Villefranche-sur-Saône | 4 janvier, 14 h 30  |
| US Éclaron-Valcourt (DH (Div 6))         | 0-5      | Dijon FCO (Ligue 2)                |       | Stade Charles Jacquin Saint-Dizier           | 4 janvier, 14 h 30  |
| Blagnac FC (CFA 2 (Div 5))               | 0-1      | AS Monaco (Ligue 1)                |       | Stade Ernest Argeles Blagnac                 | 4 janvier, 14 h 45  |
| EDS Montluçon (CFA (Div 4))              | 0-1      | Paris SG (Ligue 1)                 |       | Stade Gabriel Montpied Clermont-Ferrand      | 4 janvier, 17 h 30  |
| Besançon RC (CFA (Div 4))                | 1-1      | Olympique de Marseille (Ligue 1)   | 4-5   | Stade Léo-Lagrange Besançon                  | 4 janvier, 20 h 45  |
| US Pont-de-Roide Vermondans (DH (Div 6)) | 0-1      | GFCO Ajaccio (CFA (Div 4))         |       | Stade Municipal Pont-de-Roide-Vermondans     | 10 janvier, 13 h 45 |
| US Concarneau (CFA 2 (Div 5))            | 0-6      | Olympique lyonnais (Ligue 1)       |       | Stade du Roudourou Guingamp                  | 24 janvier, 15 h 00 |

### Seizièmes de finale
Le petit poucet de la compétition, le FCE Schirrhein, est toujours présent à ce stade de la compétition en ayant fait l'exploit de sortir Clermont 4-2, un club de Ligue 2... après avoir été mené 0-2.
Exploit également de Grande Synthe club de DH (Division 6) vainqueur de l'habitué Calais (National) et de Romorantin, le club de CFA qui a sorti Nancy (Ligue 1).
- Tirage au sort des 16es de finale le dimanche 4 janvier
- Rencontres prévues les samedi 24 et dimanche 25 janvier.

| Club (division)                       | Score      | Club (division)                  | T.a.b | Lieu de la rencontre                        | Date et heure       |
| ------------------------------------- | ---------- | -------------------------------- | ----- | ------------------------------------------- | ------------------- |
| En Avant de Guingamp (Ligue 2)        | 2-0 (a.p.) | Stade brestois (Ligue 2)         |       | Stade du Roudourou Guingamp                 | 20 janvier, 20 h 30 |
| AC Ajaccio (Ligue 2)                  | 2-0        | Vannes OC (Ligue 2)              |       | Stade François-Coty Ajaccio                 | 23 janvier, 20 h 00 |
| USL Dunkerque (CFA (Div 4))           | 0-3        | Lille OSC (Ligue 1)              |       | Stade de l'Épopée Calais                    | 23 janvier, 21 h 00 |
| Dijon FCO (Ligue 2)                   | 4-1        | Villefranche FC (CFA (Div 4))    |       | Stade Gaston Gérard Dijon                   | 24 janvier, 15 h 00 |
| FCE Schirrhein (Excellence A (Div 7)) | 0-8        | Toulouse FC (Ligue 1)            |       | Parc des Sports Haguenau                    | 24 janvier, 15 h 00 |
| FC Lorient (Ligue 1)                  | 2-1 (a.p.) | Tours FC (Ligue 2)               |       | Stade du Moustoir Lorient                   | 24 janvier, 16 h 00 |
| US Boulogne (Ligue 2)                 | 3-1        | Stade Malherbe de Caen (Ligue 1) |       | Stade de la Libération Boulogne-sur-Mer     | 24 janvier, 17 h 45 |
| Troyes (Ligue 2)                      | 1-2        | Rodez (National (Div 3))         |       | Stade de l'Aube Troyes                      | 24 janvier, 18 h 00 |
| AS Vitré (CFA (Div 4))                | 1-1        | Créteil (National (Div 3))       | 9-8   | Stade Municipal Vitré                       | 24 janvier, 18 h 00 |
| Romorantin SO (CFA (Div 4))           | 0-0        | CS Sedan Ardennes (Ligue 2)      | 5-6   | Stade Jules-Ladoumègue Romorantin-Lanthenay | 24 janvier, 19 h 00 |
| Stade rennais (Ligue 1)               | 2-0        | AS Saint-Étienne (Ligue 1)       |       | Stade de la route de Lorient Rennes         | 24 janvier, 20 h 30 |
| Le Havre AC (Ligue 1)                 | 0-1 (a.p.) | Le Mans UC (Ligue 1)             |       | Stade Jules Deschaseaux Le Havre            | 25 janvier, 15 h 00 |
| Olympique Grande Synthe (DH (Div 6))  | 1-3        | Grenoble Foot 38 (Ligue 1)       |       | Stade Tribut Dunkerque                      | 25 janvier, 15 h 00 |
| GFCO Ajaccio (CFA (Div 4))            | 0-3        | Paris SG (Ligue 1)               |       | Stade Ange-Casanova Ajaccio                 | 25 janvier, 17 h 30 |
| AS Monaco (Ligue 1)                   | 1-0        | OGC Nice (Ligue 1)               |       | Stade Louis-II Monaco                       | 25 janvier, 20 h 45 |
| Olympique lyonnais (Ligue 1)          | 1-0        | Olympique de Marseille (Ligue 1) |       | Stade Gerland Lyon                          | 28 janvier, 20 h 45 |

### Huitièmes de finale
- Tirage au sort des 8es de finale le dimanche 25 janvier à partir de 19 h 30.
- Les rencontres ont été jouées les mardi 3 et mercredi 4 mars.

La surprise est venue de Rodez club de National qui sort le Paris SG (Ligue 1) après prolongation.
| Club (division)                | Score      | Club (division)                 | T.a.b | Lieu de la rencontre                    | Date et heure   |
| ------------------------------ | ---------- | ------------------------------- | ----- | --------------------------------------- | --------------- |
| En Avant de Guingamp (Ligue 2) | 1-0        | Le Mans Union Club 72 (Ligue 1) |       | Stade du Roudourou Guingamp             | 3 mars, 18 h 00 |
| Dijon FCO (Ligue 2)            | 1-1        | Grenoble Foot 38 (Ligue 1)      | 2-4   | Stade Gaston Gérard Dijon               | 3 mars, 19 h 30 |
| US Boulogne (Ligue 2)          | 0-2        | Toulouse FC (Ligue 1)           |       | Stade de la Libération Boulogne-sur-Mer | 3 mars, 20 h 45 |
| Rodez (National (Div 3))       | 3-1 (a.p.) | Paris SG (Ligue 1)              |       | Stade Paul-Lignon Rodez                 | 4 mars, 18 h 00 |
| AC Ajaccio (Ligue 2)           | 0-2        | AS Monaco (Ligue 1)             |       | Stade François-Coty Ajaccio             | 4 mars, 19 h 00 |
| CS Sedan Ardennes (Ligue 2)    | 3-0        | AS Vitré (CFA (Div 4))          |       | Stade Louis-Dugauguez Sedan             | 4 mars, 20 h 00 |
| Lille OSC (Ligue 1)            | 3-2        | Olympique lyonnais (Ligue 1)    |       | Stadium Nord Villeneuve-d'Ascq          | 4 mars, 20 h 45 |
| Stade rennais (Ligue 1)        | 3-0        | FC Lorient (Ligue 1)            |       | Stade de la route de Lorient Rennes     | 4 mars, 20 h 45 |

### Quarts de finale
- Le tirage au sort s'est déroulé au salon Galaxy Foot (Paris Expo) le dimanche 8 mars, vers 18 h 30 et effectué par Victoria Ravva et Muriel Hurtis.
- Rencontres prévues les mardi 17 et mercredi 18 mars.
- À ce stade de la compétition, toutes les équipes n'ont d'autre compétition que leur championnat respectif : toutes les équipes présentes en coupes d'Europe par exemple, ont été éliminées.

| Club (division)             | Score | Club (division)             | T.a.b | Lieu de la rencontre                | Date, heure, TV             |
| --------------------------- | ----- | --------------------------- | ----- | ----------------------------------- | --------------------------- |
| CS Sedan-Ardennes (Ligue 2) | 1-3   | EA Guingamp (Ligue 2)       |       | Stade Louis-Dugauguez Sedan         | 17 mars, 18 h 00, Eurosport |
| Toulouse FC (Ligue 1)       | 1-1   | Lille OSC (Ligue 1)         | 7-6   | Stadium Toulouse                    | 17 mars, 20 h 45, France 3  |
| Grenoble Foot (Ligue 1)     | 2-0   | AS Monaco (Ligue 1)         |       | Stade des Alpes Grenoble            | 18 mars, 17 h 00, France 2  |
| Stade rennais (Ligue 1)     | 2-0   | Rodez AF (National (Div 3)) |       | Stade de la route de Lorient Rennes | 18 mars, 19 h 00, Eurosport |

### Demi-finales
| Club (division)         | Score | Club (division)         | T.a.b | Lieu de la rencontre     | Date, heure, TV              |
| ----------------------- | ----- | ----------------------- | ----- | ------------------------ | ---------------------------- |
| Grenoble Foot (Ligue 1) | 0-1   | Stade rennais (Ligue 1) |       | Stade des Alpes Grenoble | 21 avril, 20 h 45, France 2  |
| Toulouse FC (Ligue 1)   | 1-2   | EA Guingamp (Ligue 2)   |       | Stadium Toulouse         | 22 avril, 20 h 45, Eurosport |

### Finale
| ·             |                   |     |
| Titulaires :  |                   |     |
|               |                   |     |
| 16            | Guillaume Gauclin |     |
| 6             | Bakary Koné       |     |
| 27            | Felipe Saad       |     |
| 2             | Yves Deroff       |     |
| 28            | Christian Bassila |     |
| 18            | Fabrice Colleau   | 73e |
| 10            | Wilson Oruma      |     |
| 20            | Richard Soumah    |     |
| 5             | Lionel Mathis     |     |
| 11            | Ja Gelson         | 70e |
| 9             | Eduardo           |     |
|               |                   |     |
| Remplaçants : |                   |     |
| 25            | Mouri Ogunbiyi    | 70e |
| 19            | Badara Sène       | 73e |
|               |                   |     |
| Entraîneur :  |                   |     |
| Victor Zvunka |                   |     |

| ·             |                   |     |
| Titulaires :  |                   |     |
|               |                   |     |
| 1             | Nicolas Douchez   |     |
| 3             | Carlos Bocanegra  |     |
| 13            | Petter Hansson    |     |
| 17            | Stéphane Mbia     |     |
| 12            | Rod Fanni         |     |
| 29            | Romain Danzé      | 79e |
| 18            | Fabien Lemoine    |     |
| 14            | Bruno Cheyrou     | 89e |
| 7             | Jérôme Leroy      |     |
| 23            | Moussa Sow        | 87e |
| 11            | Olivier Thomert   |     |
|               |                   |     |
| Remplaçants : |                   |     |
| 9             | Mickaël Pagis     | 79e |
| 10            | Asamoah Gyan      | 87e |
| 20            | Jirès Kembo Ekoko | 89e |
|               |                   |     |
| Entraîneur :  |                   |     |
| Guy Lacombe   |                   |     |

| ·             |                   |     |
| Titulaires :  |                   |     |
|               |                   |     |
| 16            | Guillaume Gauclin |     |
| 6             | Bakary Koné       |     |
| 27            | Felipe Saad       |     |
| 2             | Yves Deroff       |     |
| 28            | Christian Bassila |     |
| 18            | Fabrice Colleau   | 73e |
| 10            | Wilson Oruma      |     |
| 20            | Richard Soumah    |     |
| 5             | Lionel Mathis     |     |
| 11            | Ja Gelson         | 70e |
| 9             | Eduardo           |     |
|               |                   |     |
| Remplaçants : |                   |     |
| 25            | Mouri Ogunbiyi    | 70e |
| 19            | Badara Sène       | 73e |
|               |                   |     |
| Entraîneur :  |                   |     |
| Victor Zvunka |                   |     |

| ·             |                   |     |
| Titulaires :  |                   |     |
|               |                   |     |
| 1             | Nicolas Douchez   |     |
| 3             | Carlos Bocanegra  |     |
| 13            | Petter Hansson    |     |
| 17            | Stéphane Mbia     |     |
| 12            | Rod Fanni         |     |
| 29            | Romain Danzé      | 79e |
| 18            | Fabien Lemoine    |     |
| 14            | Bruno Cheyrou     | 89e |
| 7             | Jérôme Leroy      |     |
| 23            | Moussa Sow        | 87e |
| 11            | Olivier Thomert   |     |
|               |                   |     |
| Remplaçants : |                   |     |
| 9             | Mickaël Pagis     | 79e |
| 10            | Asamoah Gyan      | 87e |
| 20            | Jirès Kembo Ekoko | 89e |
|               |                   |     |
| Entraîneur :  |                   |     |
| Guy Lacombe   |                   |     |

- C'est la première fois depuis 50 ans (victoire du Havre en 1959) qu'un club de Ligue 2 gagne la coupe de France.
- À l'occasion de cette première finale entre clubs bretons, les bagadoù de Guingamp et de Cesson-Sévigné (banlieue de Rennes) ont joué dans le stade. L'hymne de la Bretagne Bro gozh ma zadoù a été interprété lors de l'échauffement des joueurs par Alan Stivell, ainsi qu'à l'issue de la remise de la coupe. 20 000 Gwenn-ha-Du, le drapeau breton, ont été distribués aux spectateurs avant la rencontre par le Conseil régional de Bretagne[6].
- 80 056 spectateurs avaient fait le déplacement pour la rencontre[7], qui s'est déroulée dans une ambiance festive[8]. Le match marque donc le record d'affluence pour un match de football au Stade de France[9].
- Après avoir annoncé son absence, le Président de la République Nicolas Sarkozy était finalement présent[10].
- Le journal sportif l'Équipe avait pour l'occasion refait sa une en breton, nom du journal inclus (Ar Skipailh)[11].

## Synthèse

### Nombre d'équipes par division et par tour
| Divisions / Manches                   | 7e tour (88 rencontres) | 8e tour (44 rencontres) | Trente-deuxièmes de finale | Seizièmes de finale | Huitièmes de finale | Quarts de finale | Demi- finales | Finale |
| ------------------------------------- | ----------------------- | ----------------------- | -------------------------- | ------------------- | ------------------- | ---------------- | ------------- | ------ |
| Ligue 1 20 clubs                      | non présents            | non présents            | 20                         | 14                  | 9                   | 5                | 3             | 1      |
| Ligue 2 20 clubs                      | 20                      | 17                      | 12                         | 9                   | 5                   | 2                | 1             | 1      |
| National 20 clubs                     | 14                      | 11                      | 7                          | 2                   | 1                   | 1                |               |        |
| CFA 54 clubs (hors réserves)          | 32                      | 22                      | 12                         | 5                   | 1                   |                  |               |        |
| CFA2 95 clubs (hors réserves)         | 35                      | 17                      | 4                          |                     |                     |                  |               |        |
| Divisions d'Honneur Élites régionales | 34                      | 10                      | 7                          | 1                   |                     |                  |               |        |
| Autres divisions dont Outre-mer       | 41                      | 11                      | 2                          | 1                   |                     |                  |               |        |
| Total                                 | 176                     | 88                      | 64                         | 32                  | 16                  | 8                | 4             | 2      |

### Le parcours des clubs professionnels
- Les clubs de Ligue 2 font leur entrée dans la compétition lors du septième tour préliminaire.
- Les clubs de Ligue 1 font leur entrée dans la compétition lors des trente-deuxième de finale.

| Club (L1)              | Saison 2007-2008     | Parcours de la saison 2008-2009                            |
| ---------------------- | -------------------- | ---------------------------------------------------------- |
| Olympique lyonnais     | Vainqueur            | 8e de finale - Éliminé par le Lille OSC (Ligue 1)          |
| Girondins de Bordeaux  | Quarts de finale     | 32e de finale - Éliminé par l'AS Saint-Étienne (Ligue 1)   |
| Olympique de Marseille | 8e de finale         | 16e de finale - Éliminé par l'Olympique lyonnais (Ligue 1) |
| AS Nancy-Lorraine      | 16e de finale        | 32e de finale - Éliminé par Romorantin (CFA / Div. 4)      |
| AS Saint-Étienne       | 32e de finale        | 16e de finale - Éliminé par le Stade rennais (Ligue 1)     |
| Stade rennais          | 16e de finale        | Finale - Battu par Guingamp (Ligue 2)                      |
| Lille OSC              | 8e de finale         | Quarts de finale - Éliminé par le Toulouse FC (Ligue 1)    |
| OGC Nice               | 16e de finale        | 16e de finale - Éliminé par l'AS Monaco (Ligue 1)          |
| Le Mans UC             | 16e de finale        | 8e de finale - Éliminé par Guingamp (Ligue 2)              |
| FC Lorient             | 8e de finale         | 8e de finale - Éliminé par le Stade rennais (Ligue 1)      |
| SM Caen                | 32e de finale        | 16e de finale - Éliminé par l'US Boulogne (Ligue 2)        |
| AS Monaco              | 16e de finale        | Quarts de finale - Éliminé par le Grenoble Foot (Ligue 1)  |
| Valenciennes FC        | 32e de finale        | 32e de finale - Éliminé par le Toulouse FC (Ligue 1)       |
| FC Sochaux             | 8e de finale         | 32e de finale - Éliminé par le Stade rennais (Ligue 1)     |
| AJ Auxerre             | 16ede finale         | 32e de finale - Éliminé par l'AC Ajaccio (Ligue 2)         |
| Paris SG               | Finale               | 8e de finale - Éliminé par Rodez (National / Div. 3)       |
| Toulouse FC            | 32e de finale        | Demi-finale - Éliminé par Guingamp (Ligue 2)               |
| Le Havre AC            | 32e de finale        | 16e de finale - Éliminé par Le Mans UC (Ligue 1)           |
| FC Nantes              | 16e de finale        | 32e de finale - Éliminé par le SM Caen (Ligue 1)           |
| Grenoble Foot 38       | 8e tour préliminaire | Demi-finale - Éliminé par le Stade rennais (Ligue 1)       |

| Club (L2)         | Saison 2007-2008     | Parcours de la saison 2008-2009                                     |
| ----------------- | -------------------- | ------------------------------------------------------------------- |
| RC Lens           | 32e de finale        | 7e tour préliminaire - Éliminé par l'Arras FA (CFA2 / Div. 5)       |
| RC Strasbourg     | 16e de finale        | 8e tour préliminaire - Éliminé par le CS Sedan Ardennes (Ligue 2)   |
| FC Metz           | Quarts de finale     | 7e tour préliminaire - Éliminé par l'US Créteil (National / Div. 3) |
| CS Sedan Ardennes | Demi-finales         | Quarts de finale - Éliminé par l'EA Guingamp (Ligue 2)              |
| Clermont Foot     | 8e tour préliminaire | 32e de finale - Éliminé par Schirrhein (Excellence / Div. 7)        |
| Troyes            | 32e de finale        | 16e de finale - Éliminé par le Rodez AF (National / Div. 3)         |
| Stade brestois    | 32e de finale        | 16e de finale - Éliminé par l'EA Guingamp (Ligue 2)                 |
| Montpellier HSC   | 16e de finale        | 32e de finale - Éliminé par l'USL Dunkerque (CFA / Div. 4)          |
| AC Ajaccio        | 8e tour préliminaire | 8e de finale - Éliminé par l'AS Monaco (Ligue 1)                    |
| SCO Angers        | 8e de finale         | 8e tour préliminaire - Éliminé par Romorantin (CFA / Div. 4)        |
| SC Bastia         | 8e de finale         | 8e tour préliminaire - Éliminé par le Clermont Foot (Ligue 2)       |
| EA Guingamp       | 32e de finale        | Vainqueur - Bat le Stade rennais en finale 1-2                      |
| Stade de Reims    | 32e de finale        | 8e tour préliminaire - Éliminé par l'USL Dunkerque (CFA / Div. 4)   |
| Amiens SC         | Demi-finales         | 7e tour préliminaire - Éliminé par l'US Saint-Omer (DH / Div. 6)    |
| LB Châteauroux    | 8e tour préliminaire | 32e de finale - Éliminé par le Vannes OC (Ligue 2)                  |
| US Boulogne       | 16e de finale        | 8e de finale - Éliminé par le Toulouse FC (Ligue 1)                 |
| Dijon FCO         | Quarts de finale     | 8e de finale - Éliminé par le Grenoble Foot 38 (Ligue 1)            |
| Vannes OC         | 32e de finale        | 16e de finale - Éliminé par l'AC Ajaccio (Ligue 2)                  |
| Tours FC          | 8e de finale         | 16e de finale - Éliminé par le FC Lorient (Ligue 1)                 |
| Nîmes Olympique   | 7e tour préliminaire | 8e tour préliminaire - Éliminé par Bayonne (National / Div. 3)      |